# Communauté de communes du Pays-Moutierrois
La communauté de communes du Pays-Moutierrois (CCPM) est une ancienne structure intercommunale à fiscalité propre française située dans le département de la Vendée et la région des Pays de la Loire.
Créée le 1er janvier 1995, elle disparaît le 31 décembre 2016 à la suite de la création de la communauté de communes Moutierrois-Talmondais, entité résultant de la fusion de la communauté de communes avec celle du Talmondais.

## Composition
Elle comprend les 11 communes suivantes :
| Nom                            | Code Insee | Gentilé      | Superficie (km2) | Population (dernière pop. légale) | Densité (hab./km2) |
| ------------------------------ | ---------- | ------------ | ---------------- | --------------------------------- | ------------------ |
| Moutiers-les-Mauxfaits (siège) | 85156      | Moutierrois  | 9,23             | 2 093 (2015)                      | 227                |
| Angles                         | 85004      |              | 34,27            | 2 759 (2015)                      | 81                 |
| La Boissière-des-Landes        | 85026      | Boissierois  | 23,74            | 1 369 (2015)                      | 58                 |
| Le Champ-Saint-Père            | 85050      | Pérois       | 24,67            | 1 840 (2015)                      | 75                 |
| Curzon                         | 85077      | Curzonnais   | 5,90             | 493 (2015)                        | 84                 |
| Le Givre                       | 85101      | Givrais      | 12,42            | 485 (2015)                        | 39                 |
| La Jonchère                    | 85116      | Jonchérois   | 11,50            | 430 (2015)                        | 37                 |
| Saint-Avaugourd-des-Landes     | 85200      | Avaugourdais | 20,85            | 1 042 (2015)                      | 50                 |
| Saint-Benoist-sur-Mer          | 85201      | Bénédictins  | 15,53            | 449 (2015)                        | 29                 |
| Saint-Cyr-en-Talmondais        | 85206      |              | 13,91            | 372 (2015)                        | 27                 |
| Saint-Vincent-sur-Graon        | 85277      | Graonnais    | 48,79            | 1 456 (2015)                      | 30                 |

Cela correspond aux communes du canton de Moutiers-les-Mauxfaits sauf celles de La Faute-sur-Mer et La Tranche-sur-Mer, sur le littoral, qui font partie de la communauté de communes du Pays-Né-de-la-Mer.

## Compétences
La structure intercommunale assure des compétences dans les domaines suivants :
- aménagement de l’espace ;
- développement économique ;
- développement touristique ;
- environnement ;
- logement et cadre de vie.

## Historique
La communauté de communes du Pays moutierrois a été créée le 1er janvier 1995 par arrêté préfectoral du 20 décembre 1994 dans la continuité d’un précédent syndicat intercommunal à vocations multiples (SIVOM).

## Administration

### Siège
Le siège de la communauté de communes se situe au 2, rue du Chemin-de-Fer, à Moutiers-les-Mauxfaits.

### Présidence
| Période       | Période          | Identité          | Étiquette | Qualité |
| ------------- | ---------------- | ----------------- | --------- | --- |
| Hiver 1995    | 16 avril 2014    | Marcel Gauducheau | DVD       | Maire du Champ-Saint-Père (depuis 1989) Conseiller départemental, élu dans le canton de Mareuil-sur-Lay-Dissais (depuis 2015) Conseiller général, élu dans le canton de Moutiers-les-Mauxfaits (2001-2015) |
| 16 avril 2014 | 31 décembre 2016 | Michel Chadéneau  | DVD       | Maire de La Boissière-des-Landes (depuis 2008) |